# Gyilkos gondolat (Family Guy)
A Gyilkos gondolat (angolul Mind Over Murder, további ismert magyar címe: Többet ésszel, mint erővel) a Family Guy első évadjának a negyedik része, melyet az amerikai FOX csatorna mutatott be 1999. április 25-én, egy héttel a harmadik epizód után. Magyarországon a Comedy Central mutatta be 2008. október 6-án.
|  | Alább a cselekmény részletei következnek! |

## Cselekmény
Stewie nagyon szenved a fogzása miatt, és nem találja a helyét. Amikor Lois elmondja neki, hogy egyszer úgyis elmúlik a fájdalom, megszületik az agyában egy gép ötlete, amivel előre mehet arra az időre, ahol már befejezte a fogzást. Az ötletes Idő Gép nevet tervezi adni a szerkezetnek. Ezalatt Peter elviszi Christ a focimeccsére, ahol is összetűzésbe kerül egy másik szülővel, aki beszólt Chris játékstílusa miatt. Peter behúz egyet a szülőnek, akiről kiderül, hogy férfias kinézete ellenére egy terhes nő.
Petert házi őrizet alá helyezik a verekedés miatt, akinek nagyon hiányoznak a barátai. Peternek egy látomásában a sörös üveg címkéjéről megjelenik Világos Erdőkerülő, aki azt tanácsolja, hogy nyisson egy ivót a pincéjében, és a haverjai hamarosan betérnek hozzá. A bár hamarosan nagyon népszerű lesz. Amikor Lois észreveszi először nagyon dühös lesz, de amikor lehetősége nyílik énekelni a színpadon a rajongó közönségnek, meglágyul a szíve. Az elkövetkező napokban Peter egyre rosszabbul érzi magát, mivel a felesége túl sok figyelmet kap a férfi kuncsaftoktól.
Miután Peternek azt mondják, hogy milyen dögös a felesége, követeli, hogy hagyja abba az éneklést, de nem enged Lois. Közben Petert körül veszik a bár vendégek elhanyagolt feleségei, és elhívja őket, hogy ráncigálják haza a férjeiket. Később Stewie időgép terve kiderül (egy vendég még a fluxus kondenzátort is felismeri), amin Stewie bepánikol. Hamarosan a feleségek megérkeznek a bárba és Lois elmondja, hogy ő csak elismerést és megbecsülést szeretne, mint minden más nő. Ezalatt Quagmire véletlenül tüzet okoz.
Az emeleten Stewie drasztikus lépésre szánja el magát a terve védelmezésre: beállítja a gépét, hogy visszamenjen az időben, amikor még el sem készítette a terveket. A bárban Peter és Lois vitatkozik, észre sem véve a tüzet. Ahogy megpróbálnak kimenekülni, a lépcső elzáródik, és csapdába esnek. Ezalatt Stewie visszaforgatja az időt épp akkor, amikor Peter megbánja, hogy milyen rosszul is bánt Loisszal, és a bár felrobbanna. Mindannyian visszatérnek az időben oda, amikor Peter indulni készül Christ elvinni a focimeccsre, amikor is Peter véletlenül rálép és megsemmisíti az időgépet, megfájdul a lába, így hát nem viszi el Christ meccsre.
Az időgép nélkül Stewie tovább szenved a fogzása miatt. Két foga háborúzni kezd egymás ellen, de hamarosan rájönnek, hogy nem tudnak mozogni, ezért úgy döntenek, hogy inkább megharapják a nyelvét.

## Külső hivatkozások
- Gyilkos gondolat az Internet Movie Database-ben (angolul)
- Gyilkos gondolat a Rotten Tomatoeson (angolul)
- Gyilkos gondolat a Box Office Mojón (angolul)